# Пасториус, Франц Даниель
Франц Даниель Пасториус (26 сентября 1651 — примерно 1720) — немецкий педагог, юрист, поэт, государственный чиновник. Был основателем города Джермантаун, штат Пенсильвания, ныне часть Филадельфии. Джермантаун стал первым постоянным немецким поселением в Америке и воротами для последующего въезда других эмигрантов из Германии.

## Ранний период жизни
Франц Даниель Пасториус родился в Зоммерхаузене, немецкое герцогство Франкония, в процветающей лютеранской семье. Получил образование в гимназии в Виндсхайме (Франкония), куда его семья переехала в 1659 году. Обучался на юриста в нескольких лучших германских университетах своего времени, включая Университет Альтдорфа, Университет Страсбурга и Университет Йены. Свою практику в качестве юриста начал в Виндсхайме, далее работал во Франкфурте-на-Майне. Был близким другом лютеранского теолога и лидера пиетистов Филиппа Якоба Шпенера в ранний период развития движения пиетизма во Франкфурте. С 1680 по 1682 год работал в качестве наставника, сопровождая некоего молодого дворянина в поездках по Германии, Англии, Франции, Швейцарии и Нидерландах. Биография Пасториуса в этот период жизни свидетельствует о его растущем недовольстве лютеранской церковью и системой абсолютной монархии. Его понимание христианской морали привело к напряженным отношениям с отцом, Мельхиором Адамом (1624—1702), богатым адвокатом и бургомистром имперского города Виндсхайм. Ситуация достигла апогея в 1677—1679 годах, когда в этом городе происходили беспорядки. После защиты докторской диссертации Пасториус вернулся в Виндсхайм и начал свою юридическую карьеру. Члены его семьи и друзья (при поддержке Габсбургов) подавили народное восстание против злоупотреблений олигархическим режимом. Именно в такой обстановке он в 1679 году покинул свой дом. Во Франкфурте Франц Даниель Пасториус присоединился к лютеранским пиетистам и неоднократно призывал следовать золотому правилу Христа. Четыре года спустя он эмигрировал в Пенсильванию и больше в Виндсхайм не возвращался.

## Переезд в Филадельфию
В 1683 году группа меннонитов, пиетистов и квакеров из Франкфурта, в том числе Авраам оп ден Графф, двоюродный брат Уильяма Пенна, обратилась к Пасториусу с просьбой выступить в качестве их агента для покупки земли в Пенсильвании для создания поселения. Пасториус отправился в Филадельфию. В Филадельфии он договорился о покупке 15000 акров (61 кв.км) земли с Уильямом Пенном, владельцем колонии, и основал поселение Джермантаун, где он сам и жил до самой смерти. Будучи одним из лидеров Джермантауна, Пасториус занимал многие общественные посты. Он был первым мэром поселения, а также членом Генеральной ассамблеи Пенсильвании в 1687 и 1691 годах.

## Труды
Франц Даниель Пасториус много писал на разные темы — от пчеловодства до религии. Пасториус был «первым по значимости поэтом в Пенсильвании… и одним из самых значимых поэтов ранней Америки» (Х. Т. Мезероль). Его многочисленные дневниковые записи дают представление о культуре раннего Просвещения в колониальной Пенсильвании. Поэтическое творчество Пасториуса представлено в «Новом Оксфордском сборнике стихов XVII века». Самой важной книгой Пасториуса стала его рукопись «Пчелиный улей». Сейчас она находится в хранилище редких книг Пенсильванского университета. В этой тетради содержатся стихи, записи его мыслей о религии и политике, список книг, которые он читал, с выдержками из этих книг. Представляет интерес его «Географическое описание Пенсильвании», впервые опубликованное на немецком языке в 1700 году. В этой книге также содержатся многие из его писем, которые он писал домой в Германию. Кроме того, среди его рукописей есть трактаты по сельскому хозяйству, садоводству, юриспруденции, медицине.

## Личная жизнь
6 ноября 1688 года Франц Даниель Пасториус женился на Эннеке Клостерманнс (1658—1723). У них было два сына: Иоганн Самуил (1690—1722) и Генрих (1692—1726). Несмотря на то, что Франц был воспитан как лютеранин из высшего сословия, еще в молодости в Германии он стал лютеранским пиетистом. Будучи в Пенсильвании, его взгляды становились все более либеральными, все более тяготеющими к универсализму и квакерству.

## Выступления против рабства
В 1688 году Франц Даниель Пасториус вместе с Гарретом Хендериксом, Дериком оп ден Граффом и Авраамом оп ден Граффом составили первый письменный протест против рабства в Америке. Пасториус был одним из тех, кто в 1688 году подписал в Джермантауне петицию против рабства. Это была первая петиция против рабства в английских колониях. Перед гражданской войной в США, когда борьба за отмену рабства находилась в разгаре, роль Пасториуса стали особо отмечать. Поэт-квакер Джон Гринлиф Уиттьер описал жизнь Пасториуса — и особенно его антирабовладельческую активность — в
своей поэме «Пенсильванский пилигрим». Уиттьер также перевел с латинского оду, адресованную потомкам, которую Пасториус разместил в начале своей книги записей о Джермантауне.

## Биографии
Поколения историков выражали в своих трудах интерес к Пасториусу. В начале XX века немецко-американские ученые собрали эти материалы, а профессор Пенсильванского университета Марион Декстер Лирнд (1857—1917) написал его длинную биографию. Лирнд имел доступ к записям, которые впоследствии были утеряны.
В 1985 году Джон Уивер написал книгу о том, в какой обстановке прошли детство и юность Пасториуса, и что побудило его в 1683 году эмигрировать в Пенсильванию. Позже профессор Принстонского университета Энтони Графтон написал о Пастории, изобразив его представителем европейской интеллектуальной культуры. В 2012 году Графтон выступил перед Американской исторической ассоциацией с сообщением о Пасториусе. Дж. Уивер тщательно переработал свое предыдущее исследование и в 2016 году опубликовал новую книгу.

## Наследие
Ассоциация дома Пасториуса осуществляет управление Домом Пасториуса в Бад-Виндсхайме, Германия, и Домом Пасториуса в Джермантауне, Пенсильвания. В парке Вернон на северо-западе Филадельфии, штат Пенсильвания, расположен памятник Пасториусу.
В районе Честнат-Хилл в Филадельфии, находится Пасториус Парк.

## «Операция Пасториус»
В 1942 году германский абвер использовал его имя в названии своей диверсионной операции в США. «Операция Пасториус» была неудачной попыткой диверсионной атаки на Соединенные Штаты во время Второй мировой войны. Среди планируемых целей были и объекты в Филадельфии.